# Ривер Плейт (Клуб Атлетико, Монтевидео)
«Ри́вер Плейт» (исп. Club Atlético River Plate) — уругвайский спортивный клуб, более известный выступлениями своей футбольной команды, из города Монтевидео. Домашние матчи проводит на стадионе «Парк Сарольди», расположенном в районе Прадо.

## История

Флаг клуба «Олимпия»

Флаг клуба «Капурро»

Клуб был основан 11 мая 1932 года в результате слияния двух старых команд города — футбольной секции клуба «Олимпия» (исп. Olimpia Football Club) и «Капурро» (исп. Club Atlético Capurro). При этом объединённому клубу было дано название «Ривер Плейт», в честь прекратившего своё существование примерно за 10 лет до этого клуба «Ривер Плейт ФК», 4-кратного чемпиона Уругвая.
Лучшим достижением «Ривер Плейта» в чемпионатах Уругвая является 2-е место в сезоне 1992 года. Команда известна своими воспитанниками, которые впоследствии становились звёздами мирового футбола.
В 2009 году команда вышла в полуфинал Южноамериканского кубка, где уступила будущему победителю ЛДУ Кито (2:1, 0:7).
Женская команда клуба дважды становилась чемпионом Уругвая (в 2007 и 2009 годах).

## Достижения
- Чемпион Уругвая во Втором Дивизионе (6): 1943, 1967, 1978, 1984, 1991, 2004
- Победитель Лигильи (2): 1987, 2001
- Участник Кубка Либертадорес (1): 2016
- Участник полуфинала Южноамериканского кубка (1): 2009
- Участник четвертьфинала Кубка КОНМЕБОЛ (1): 1996